# Euphorbia caducifolia
Euphorbia caducifolia là một loài thực vật có hoa trong họ Đại kích. Loài này được Haines mô tả khoa học đầu tiên năm 1914.

## Hình ảnh

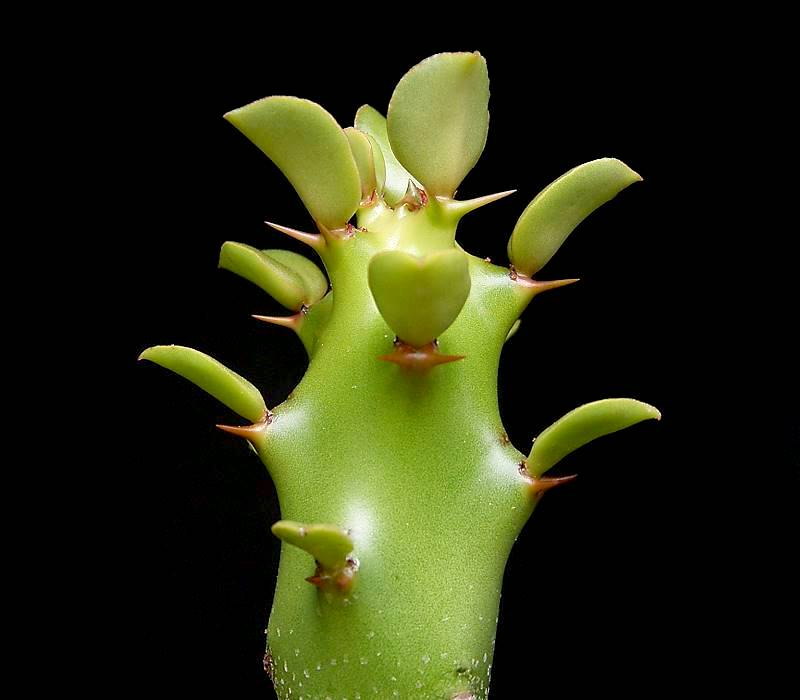
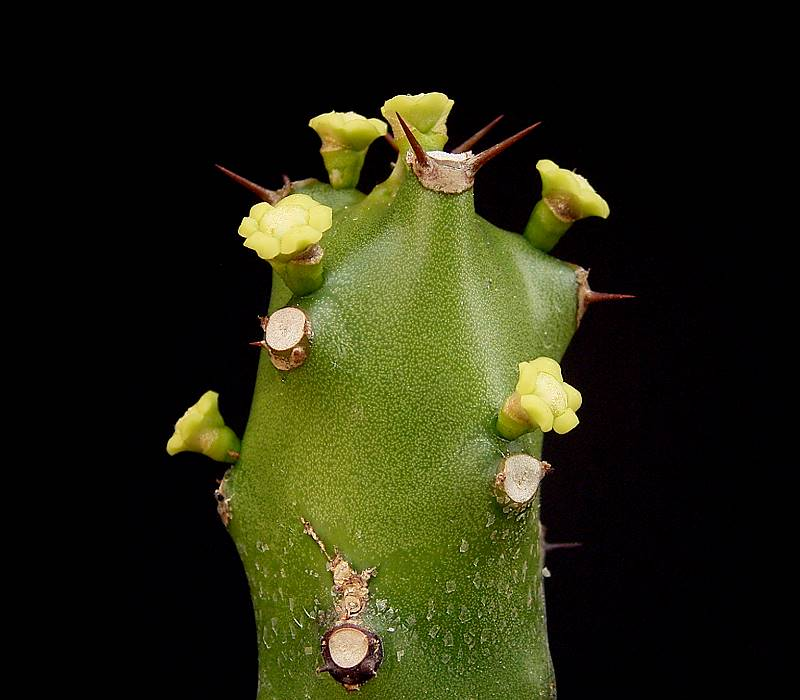
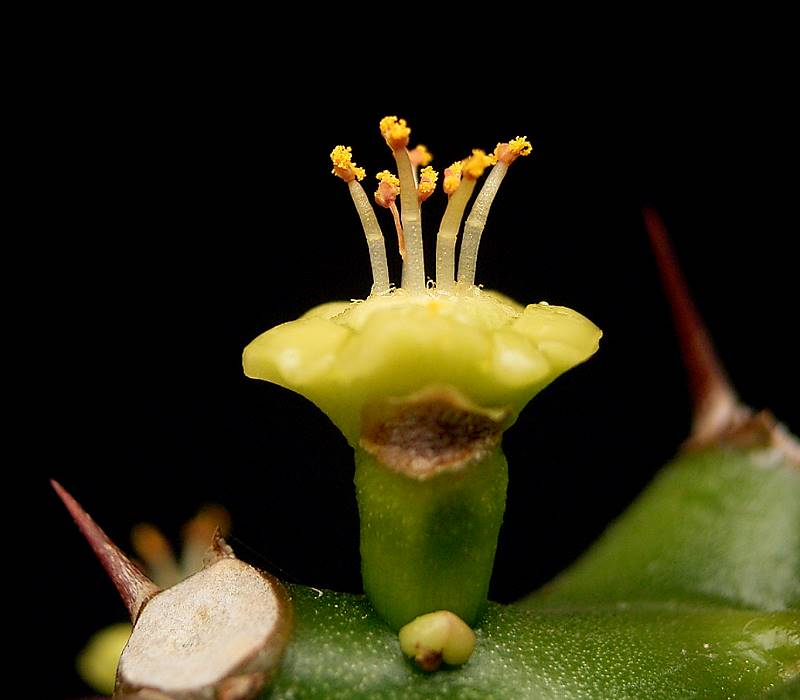
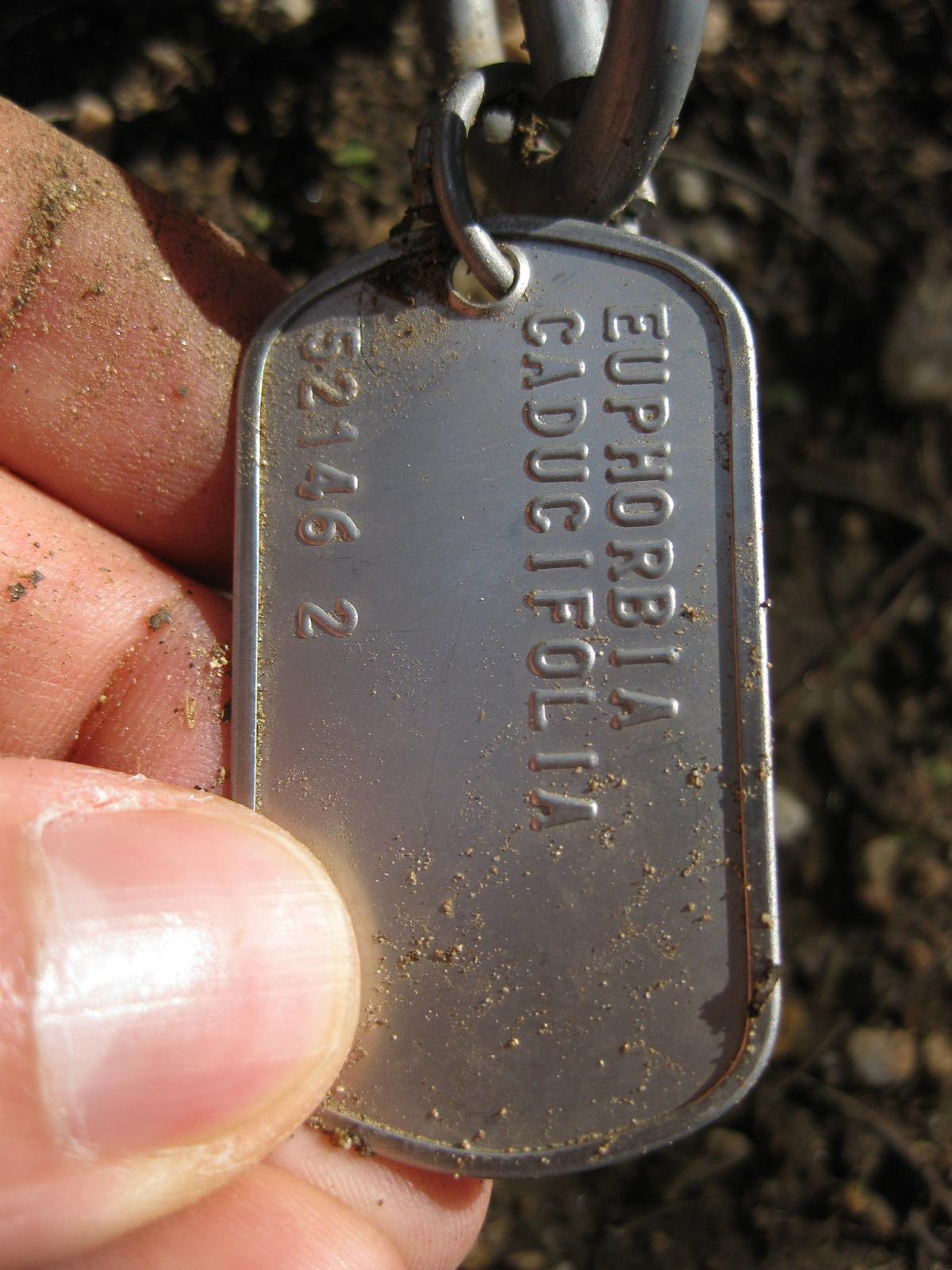